# Hermann Schultze (Chemiker)
Hermann Eduard Schultze, auch Hermann E. Schultze (* 19. Juni 1899 in Frankfurt am Main; † 8. April 1985 in Puerto de la Cruz) war ein deutscher Chemiker, wissenschaftlicher Leiter der Behringwerke und Hochschullehrer.

## Leben
Nach dem Abitur an der Musterschule in Frankfurt musste Hermann Eduard Schultze Kriegsdienst leisten und geriet in Kriegsgefangenschaft. Es schloss sich ein Studium der Chemie, der Physikalischen Chemie und der Mineralogie an der Johann Wolfgang Goethe-Universität Frankfurt am Main und der Philipps-Universität Marburg an. In diesen drei Fächern legte er im Juni 1921 sein Staatsexamen ab und promovierte zum Dr. phil. Von 1924 an wurde er wissenschaftliches Mitglied der Behringwerke in Marburg und war dort in den Jahren von 1929 bis 1952 Leiter der Abteilung für Produktion, Serumreinigung und Desantigenisierung. Im Anschluss kam er in den Vorstand der Behringwerke AG. 1956 wurde er wissenschaftlicher Leiter
des Unternehmens und Kuratoriumsmitglied des Max-Planck-Instituts für Biologie Tübingen.
1933 wurde das von ihm entwickelte Verfahren zur Abtrennung von Extraktstoffen aus Körperflüssigkeiten in den USA patentiert.
In Deutschland erhielt er das Patent im Jahre 1932.
Schultze forschte intensiv über die Blutgerinnung und Fibrinolyse.
Im März 1954 erhielt er an der Universität Marburg als Honorarprofessor einen Lehrstuhl für Physiologische Chemie und Immun-Chemie.
Seine Forschungen führte er auf der Insel Teneriffa fort, wo er am 8. April 1985 in Puerto de la Crux verstarb.

## Veröffentlichungen (Auswahl)
- Die Plasmaeiweißkörper im Blickfeld des Chemikers, 1950
- Methoden und Ergebnisse der Plasmaprotein-Fraktionierung, 1954
- Über Transferrin, 1957
- Mitwirkung an dem Buch „Methoden der organischen Chemie“ (Houben-Weyl), Georg Thieme Verlag Stuttgart 1958, ISBN 978-3-13-197104-3[3]
- Nature and Metabolism of Extracellular Proteins, 1966
- Molecular Biology of Human Proteins with Special Reference to Plasma Proteins, Etc, 1966
- Nature and Metabolism of Extracellular Proteins, 1969
- Molecular Biology of Human Proteins; with Special Reference to Plasma Proteins, 1969

## Auszeichnungen
- 1963 Dr. med. h. c. der Universität Bern
- 1964 Dr. med. h. c. der Universität Marburg
- 1966 Aronson-Preis